# Tangram
Tangram (kitajsko 七巧板) je igra sestavljanka, ki vsebuje sedem delov, ki so pravzaprav osnovni geometrijski liki. Z njimi sestavljamo različne figure, pri čemer moramo uporabiti vseh sedem kosov, ki se ne smejo prekrivati.
Izvor tangrama opisujejo različne legende. Po eni od njih naj bi služabnik kitajskega cesarja po nesreči razbil dragoceno in krhko keramično ploščo. V paniki naj bi jo skušal zložiti nazaj v kvadrat, pri tem pa je ugotovil, da lahko z deli sestavi različne figure.
Čeprav naj bi bil tangram starodavna igra, ga na zahodu niso poznali pred letom 1800, ko so ga v ZDA prinesli Kitajci.
Beseda »tangram« je sestavljena iz besed TANG + GRAM. Besedo je prvi uporabil Thomas Hill, kasnejši predsednik Harvarda v svoji knjigi Geometrical Puzzle for the Youth (Geometrijske uganke za mlade) leta 1848.
Pisec in matematik Lewis Carroll je bil znan ljubitelj tangrama; ravno tako pa je Napoleon imel tangram, ko je bil v ujetništvu na Sveta Heleni. 
Tangram je lahko izdelan iz kamna, kosti, gline, danes pa običajno iz lesa ali plastike.

## Sestavni deli
- 5 krat pravokotni enakokraki trikotnik
  - 2 manjša (kraka dolžine 1)
  - 1 srednji (kraka  {\displaystyle {\sqrt {2}}})
  - 2 večja (kraka 2)
- 1 kvadrat (stranica 1)
- 1 paralelogram (stranici 1 in {\displaystyle {\sqrt {2}}})